# Mela, Corse-du-Sud
Mela är en kommun i departementet Corse-du-Sud på ön Korsika i Frankrike. Kommunen ligger  i kantonen Tallano-Scopamène som tillhör arrondissementet Sartène. År 2022 hade Mela 34 invånare.

## Befolkningsutveckling
Antalet invånare i kommunen Mela
Referens:INSEE